# Castelletto Stura
Castelletto Stura là một đô thị tại tỉnh Cuneo trong vùng Piedmont của Italia, vị trí cách khoảng 70 km về phía nam của Torino và khoảng 10 km về phía đông bắc của Cuneo. Tại thời điểm ngày 31 tháng 12 năm 2004, đô thị này có dân số 1.179 người và diện tích 16,6 km².
Castelletto Stura giáp các đô thị: Centallo, Cuneo, Montanera và Morozzo.